# Bathythrix pleuralis
Bathythrix pleuralis är en stekelart som beskrevs av Sawoniewicz 1980. Bathythrix pleuralis ingår i släktet Bathythrix och familjen brokparasitsteklar. Inga underarter finns listade.